# Cerataulina longicornis
Cerataulina longicornis är en tvåvingeart som beskrevs av Friedrich Georg Hendel 1907. Cerataulina longicornis ingår i släktet Cerataulina och familjen lövflugor. Inga underarter finns listade i Catalogue of Life.